# Петрово (Арнишицкое сельское поселение)
Петрово — деревня в Угранском районе Смоленской области России. Входит в состав Арнишицкого сельского поселения. 
Население — 0 жителей (2007 год). 
Расположена в юго-восточной части области в 30 км к юго-востоку от Угры, в 0,1 км западнее автодороги Знаменка-Спас-Деменск, на берегу реки Мормозинка. В 19 км восточнее от деревни находится железнодорожная станция Завальный на линии Торжок-Брянск. 

## История
В годы Великой Отечественной войны в октябре 1941 года деревня была оккупирована гитлеровскими войсками, освобождена в марте 1943 года .